# رودلف مارشال
رودلف مارشال (بالألمانية: Rudolf Ferdinand Marschall) هو نحات نمساوي، ولد في 3 ديسمبر 1873 في فيينا في النمسا، وتوفي بنفس المكان في 24 يوليو 1967.